# NGC 7825
NGC 7825 je spirální galaxie s příčkou v souhvězdí Ryb. Její zdánlivá jasnost je 13.6m a úhlová velikost 1,00′ × 0,5′. Je vzdálená 365 milionů světelných let, průměr má 105 000 světelných let. Galaxii objevil 25. září 1830 John Herschel.